# Pădurea l-a gonit/Copiii păcii
Pădurea l-a gonit/Copiii păcii este al treilea material discografic al formației Roșu și Negru, apărut la Electrecord în anul 1975. În perioada apariției acestui disc single, Roșu și Negru a mai efectuat o înregistrare: „Imnul copiilor” (piesă editată pe LP-ul colectiv Formații de muzică pop 1).

## Lista pieselor
1. Pădurea l-a gonit (Nancy Brandes / Luminița Coler)
2. Copiii păcii (Nancy Brandes / Ovidiu Dumitru)

## Componența formației
- Nancy Brandes – orgă, lider
- Liviu Tudan – chitară bas, vocal
- Sorin Tudoran – chitară solo
- Ovidiu Lipan – tobe

Și-a dat concursul grupul vocal Aurora: Aurora Andronache, Cornelia Andreescu, Ileana Popovici.